# Dendrobium optimuspatruus
Dendrobium optimuspatruus är en orkidéart som beskrevs av P.O'byrne och Jaap J. Vermeulen. Dendrobium optimuspatruus ingår i släktet Dendrobium, och familjen orkidéer. Inga underarter finns listade i Catalogue of Life.